# 오므리
오므리(재위 기원전 884년경-873년경)는 '여호와의 종', '여호와를 숭배하는 자'라는 뜻이다. 분열 이스라엘 왕국의 6대 왕으로 시므리를 죽이고 왕위에 올랐으나 우상 숭배와 큰 죄악을 저질렀다.
시므리가 엘라를 죽이고 왕위에 올랐을 때 이스라엘 백성들을 둘로 나뉘었는데 백성의 절반은 기낫의 아들 티브니를 임금으로 세워 따르고 다른 절반은 군대에 세운 오므리를 임금으로 따랐다. 그러나 오므리를 따르는 백성들이 많아 마침내 티브니가 죽었고 오므리는 티르차를 포위한 후 임금 자리에 올랐으며 시므리는 자살했다.
그는 사마리아 산에서 세메르에게 2탈렌트로 산을 사고 그 산을 요새로 만들고 자기가 세운 성읍의 이름을 본래 소유자인 세메르의 이름을 따서 사마리아라 하였고 주변국과의 관계를 개선해 이스라엘은 중흥의 길을 걸었다.

## 고고학적 근거

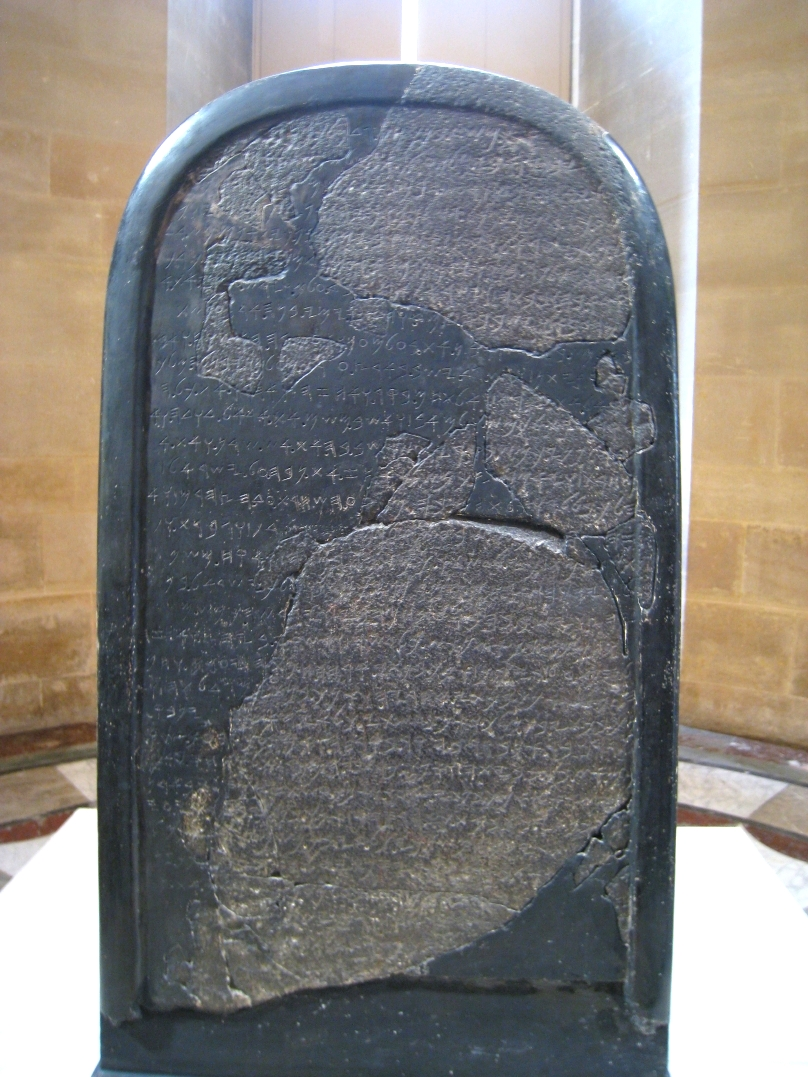
메사 석비

북이스라엘 왕국을 동서로 가르지르는 가도에서 이스르엘 성채유적이 발굴되었는데, 통치에 사용되었을 공공 시설물 등이 발굴됨에 따라 단순한 군사적 성채가 아니라 정치적 중심지로 사용되었을 것이라는 주장이 제기되고 있다.

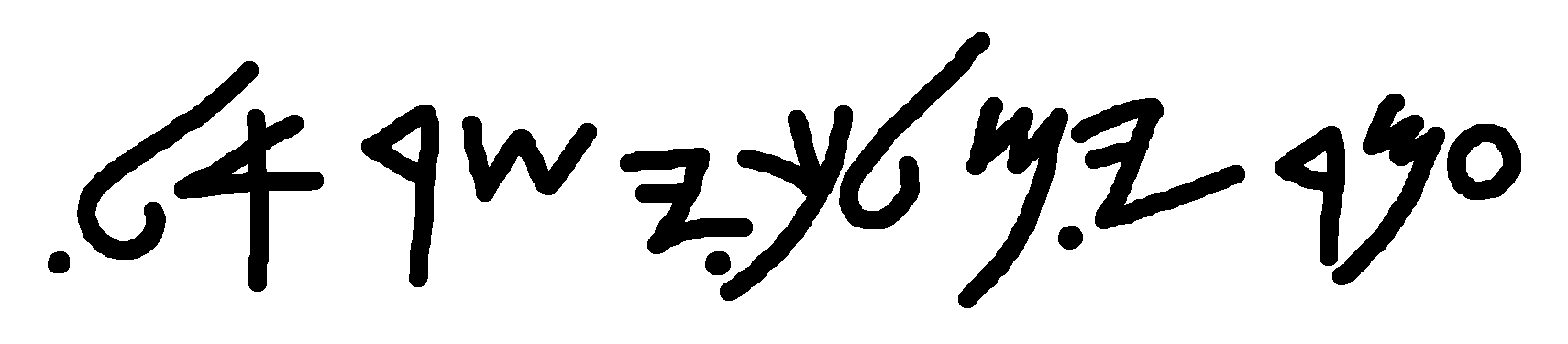
(‘mry mlk yšr’l) – "이스라엘의 왕 오므리"를 언급하는 메사석비의 내용.

루브르 박물관 소장품인 메사 석비는 모압인들이 세운 것으로, "이스라엘의 왕 오므리"가 모압인들을 지배했다며 오므리가 요르단강 동부의 모압 북부까지 침범해 영역화했음을 기록한다. 이후 복수의 사료들에서 이스라엘의 오므리 왕조가 언급되는데, 그 빈도가 시간이 지날수록 감소하는 경향을 보인다. 여기서 오므리를 실존 인물로 보는 견해가 지배적이나, 일부 학자는 가상의 시조를 세운 것으로 보기도 한다.
아시리아의 샬마네세르 3세가 세운 오벨리스크에서 예후와 오므리의 관계를 언급한 구절이 있는데, "오므리의 아들"이라고 해석하는 것이 중론이었으나 "오므리 왕조"를 기술한 것에 불과하다는 주장이 대두되고 있다.